# Panoploscelis armata
Panoploscelis armata är en insektsart som beskrevs av Scudder, S.H. 1869. Panoploscelis armata ingår i släktet Panoploscelis och familjen vårtbitare. Inga underarter finns listade i Catalogue of Life.